# Frits Louer
Fredericus Johannes „Frits“ Louer (* 24. November 1931 in Tilburg; † 29. November 2021 in Oisterwijk) war ein niederländischer Fußballspieler. 

## Karriere
Frits Louer spielte in seiner Jugend beim Ons Vios in Tilburg. Im Alter von 16 Jahren gab er sein Debüt beim TSV NOAD. 1961 wechselte Louer zu Willem II Tilburg und absolvierte bis 1964 90 Spiele für den Klub. 1963 gewann er dabei mit dem Klub den KNVB-Pokal. Aufgrund dieses Erfolgs qualifizierte sich der Klub für den Europapokal der Pokalsieger 1963/64, wo Willem II auf Manchester United traf. Im Hinspiel konnte Willem II ein 1:1 erkämpfen, Louer erzielte dabei den 1:0-Führungstreffer. In Manchester unterlag die Mannschaft aus Tilburg jedoch deutlich mit 1:6.
Für die niederländische Nationalmannschaft absolvierte Louer drei Länderspiele und schoss dabei ein Tor. Zudem gehörte er zum Aufgebot bei den Olympischen Spielen 1952, kam jedoch nicht zum Einsatz.
Frits Louer starb fünf Tage nach seinem 90. Geburtstag nach langer Krankheit.